# Михнево (Раменский район)
)}}
Ми́хнево — деревня в городском округе Люберцы Московской области. Входило в состав сельского поселения Верейское. Население — 589 чел. (2010).

## География
Деревня Михнево расположена в северной части Раменского района, примерно в 12 км к северо-западу от города Раменское. Высота над уровнем моря 120 м. Рядом с деревней протекает река Пехорка. В деревне 6 улиц, приписано 2 ГСК и 1 СНТ. Ближайший населённый пункт — посёлок городского типа Малаховка.

## История
В 1926 году деревня являлась центром Михневского сельсовета Быковской волости Бронницкого уезда Московской губернии.
С 1929 года — населённый пункт в составе Раменского района Московского округа Московской области.
До муниципальной реформы 2006 года деревня Михнево входила в состав Быковского сельского округа Раменского района.
С 1 января 2025 года Михнево включено в состав городского округа Люберцы.

## Известные уроженцы
- Пряничников, Николай Иванович (1919—1999) — участник Великой Отечественной войны. Герой Советского Союза (1944).

## Население
| 1926 | 2002 | 2010 |
| ---- | ---- | ---- |
| 544  | ↘333 | ↗589 |

В 1926 году в деревне проживало 544 человека (256 мужчин, 288 женщин), насчитывалось 107 хозяйств, из которых 102 было крестьянских. По переписи 2002 года — 333	человека (148 мужчин, 185 женщин).